# Ford Puma
O Ford Puma foi um automóvel produzido pela Ford Motor Company para venda na Europa. Foi lançado no mercado como uma edição limitada, mas acabou sendo produzido em série, de 1997 a 2002. O Puma era produzido na Alemanha, e utilizava motores desenvolvidos pela Yamaha.
Em Portugal foram comercializadas 2867 unidades no período referido. Este modelo não teve antecessor nem sucessor, tratando-se de uma série limitada. O Ford Puma é um coupé do Segmento B baseado no Ford Fiesta e parte do movimento de design "New Edge".
O Puma entrou no mercado Português com 3 motorizações Zetec-SE: 1.4 (90 cv), 1.6 (103 cv) e 1.7 VCT (125 cv) todos eles com 16 valvulas. Já em Inglaterra este pequeno coupé viu uma versão melhorada com 155 cv (Ford Racing Puma). Existem ainda no total 7 variações do modelo, sendo elas o Original, Millennium, Racing, Black, Thunder, Evolution e Rally.
Em termos de performances o Puma 1.7 (1679cc) VCT consegue uma aceleração dos 0-62Mph em apenas 8.8 segundos e uma velocidade máxima de 126Mph. O seu pico de potência dá-se aos 6000rpm (125 cv) e 116 lb de torção máxima aos 4500rpm.
O seu interior tem imensas semelhanças ao modelo Fiesta contudo não podemos deixar de notar vários elementos agora em cor tom alumínio incluindo uma manete personalizada em alumínio assim como os puxadores das portas. O seu equipamento de série na versão 1.7 incluí Arvore de Cames Variavel, controlo de tracção, ABS, ar condicionado, vidros electricos, retrovisores regulados electricamente, altura do banco regulado electricamente e airbag de condutor.